# Dipoena obscura
Dipoena obscura là một loài nhện trong họ Theridiidae.
Loài này thuộc chi Dipoena. Dipoena obscura được Eugen von Keyserling miêu tả năm 1891.